# Брайтенрайн
«Брайтенрайн» (нем. FC Breitenrain) — швейцарский футбольный клуб, расположенный в Берне. Основан в 1994 году. Домашние матчи проводит на стадионе «Шпиталакер». В настоящий момент выступает в Первой лиге Промоушен, третьем по силе дивизионе страны.

## История
Команда основана в 1994 году в результате объединения клубов «Минерва» (нем. FC Minerva) и «Церингия» (нем. FC Zähringia), которые существовали с 1930-х годов. Союз двух команд отображён в логотипе клуба.
В сезоне 2008/09 команда добилась победы в Швейцарской Первой лиге и вышла в Первую лигу Промоушен (третья по значимости лига страны). Наивысшего результата в турнире «Брайтенрайн» добился в сезоне 2013/14, когда занял третье место.
В текущем сезоне (2019/20), приостановленном из-за пандемии COVID-19, команда занимает шестое место в Первой лиге Промоушен.

## Стадион
Домашней ареной «Брайтенрайна» является стадион «Шпиталакер», вмещающий 1500 человек.

## Главные тренеры
- Эйдриан Кунц (2009—2010)
- Маркос Лопес (2010)
- Рене Эрлахнер (2010—2014)
- Эдвальдо Делла Каса (2014—2016)
- Джан-Лука Привителли (2016—2018)
- Мартин Ленген (с 2018)

## Статистика
| Сезон   | Дивизион              | Место в чемпионате | И  | В  | Н  | П  | ГЗ | ГП | О  | Кубок Швейцарии | Ист.   |
| ------- | --------------------- | ------------------ | -- | -- | -- | -- | -- | -- | -- | --------------- | ------ |
| 2012/13 | Первая лига Промоушен | 11 из 16           | 30 | 8  | 9  | 13 | 40 | 63 | 33 |                 | [ 4 ]  |
| 2013/14 | Первая лига Промоушен | 12 из 16           | 28 | 9  | 7  | 12 | 41 | 40 | 34 |                 | [ 2 ]  |
| 2014/15 | Первая лига Промоушен | 3 из 16            | 30 | 13 | 10 | 7  | 50 | 40 | 49 | Раунд 1         | [ 5 ]  |
| 2015/16 | Первая лига Промоушен | 8 из 16            | 30 | 9  | 12 | 9  | 48 | 49 | 39 | Раунд 2         | [ 6 ]  |
| 2016/17 | Первая лига Промоушен | 6 из 16            | 30 | 13 | 6  | 11 | 46 | 49 | 45 | Раунд 2         | [ 7 ]  |
| 2017/18 | Первая лига Промоушен | 9 из 16            | 30 | 11 | 6  | 13 | 56 | 61 | 39 | Раунд 1         | [ 8 ]  |
| 2018/19 | Первая лига Промоушен | 10 из 16           | 30 | 11 | 5  | 14 | 44 | 54 | 38 | Раунд 2         | [ 9 ]  |
| 2019/20 | Первая лига Промоушен | 9 из 16            | 17 | 6  | 4  | 7  | 32 | 33 | 22 |                 | [ 10 ] |
| 2020/21 | Первая лига Промоушен |                    |    |    |    |    |    |    |    |                 |        |